# Polycarpa ecuadorensis
Polycarpa ecuadorensis är en sjöpungsart som beskrevs av C.S. Millar 1988. Polycarpa ecuadorensis ingår i släktet Polycarpa och familjen Styelidae. Inga underarter finns listade i Catalogue of Life.